# Germán Pomares

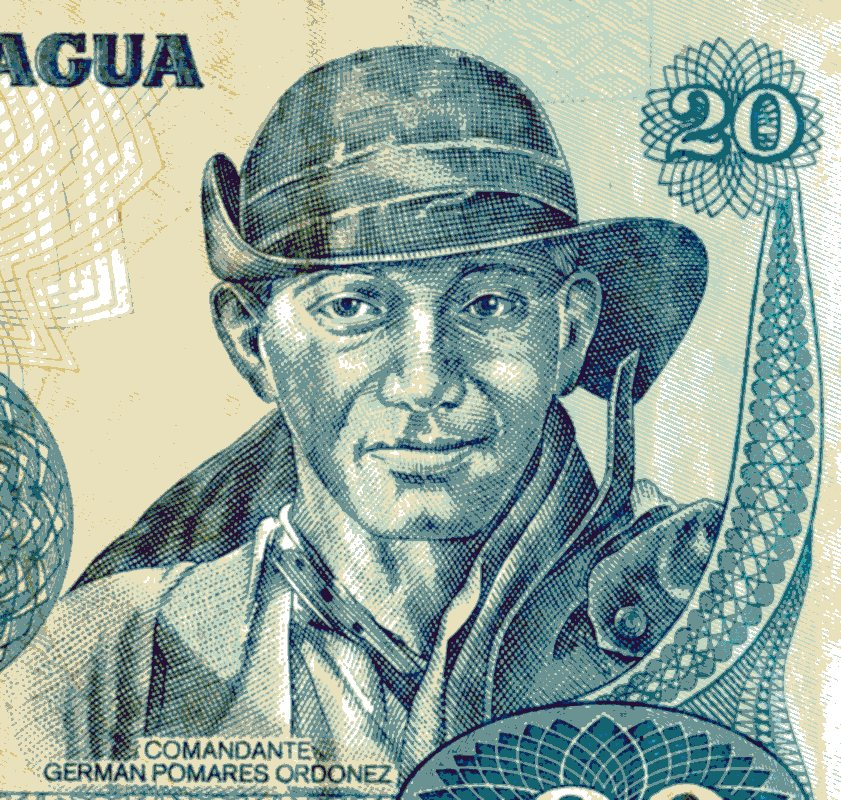
Detalhe de uma cédula nicaraguense de 20 córdobas de 1985 com o rosto do Comandante Germán Pomares Ordonez

Germán Pomares Ordóñez (1937 - 1979), conhecido como "El Danto", foi um revolucionário nicaraguense.
Juntamente com Carlos Fonseca, Tomás Borge, Silvio Mayorga, entre outros, foi fundador e membro da Direção Histórica Nacional da Frente Sandinista de Libertação Nacional (FSLN) e um destacado líder militar na luta armada contra o regime da família Somoza em meados do século XX.
Foi homenageado como "Herói Nacional da Nicarágua", com os títulos póstumos de "Comandante Guerrillero"  da FSLN e "Comandante de Brigada" do Exército Popular Sandinista (EPS).
Morreu poucas semanas depois do triunfo revolucionário em uma ação de guerra na colina La Cruz, perto da cidade de Jinotega.